# 賞鯨

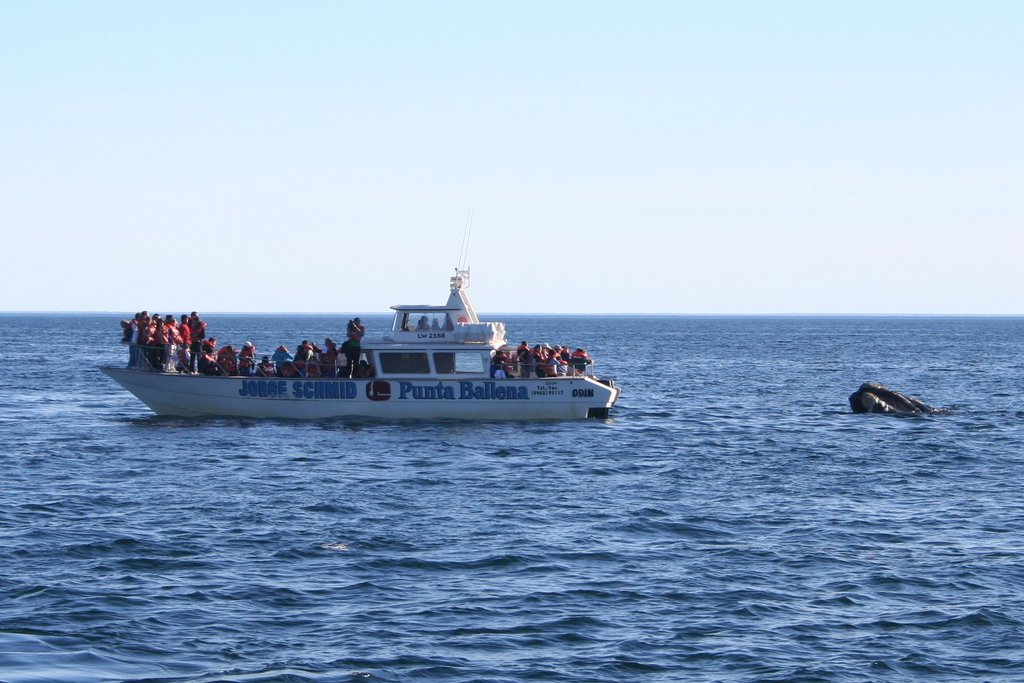
賞鯨，瓦尔德斯半岛（阿根廷）

賞鯨是觀察鯨魚或其他海洋生物（如海豚）的自然棲息地的活動，大多數為休閒性質，但有些活動也可用於科學研究或教育目的，也是海上生態旅遊的一種。與捕鯨不同之處，是該資源藉由捕鯨僅有一次，捕完就沒了，且有殘忍虐待的可能，而賞鯨可由不同人多次欣賞，在不過分干預鯨魚等海洋生物之自然活動的前提下，是一個取之不盡、用之不竭的寶貴資源，所以目前有許多國家就是以此誘因來作轉型。